# Lego Vikings
Lego Vikings är en Lego-serie som introducerades 2005, och är baserad på vikingarna och deras mytologi.

## Land of the Vikings
Lego Vikings finns representerade på Legoland Windsor i Storbritannien, vid 'Land of the Vikings', som invigdes 2007.